# Морський коник
Морськи́й ко́ник (Hippocampus, від лат. Hippocampus — «Гіпокамп» (міфологічна істота)) — рід риб родини Іглицевих (Syngnathidae). Містить щонайменше 32 види, поширених в тропічних та помірних морях всього світу.
Ці риби зазвичай мешкають в захищених місцях, таких як зарості водоростей, коралові рифи або мангрові ліси. Ці риби територіальні, самці захищають площу біля одного квадратного метру, тоді як території самок приблизно в сто разів більші. Зазвичай риби використовують камуфляж, ховаючись серед водоростей або коріння мангрів, маючи кольори від зеленого до коричневого або сірого. У випадку соціальних подій або незвичайного середовища можуть змінювати колір на дуже яскравий. Морські коники є яйцеживородними та єдиними відомими тваринами, у яких вагітніє та народжує потомство самець, а не самиця.

## Зовнішній вигляд
Морські коники названі так за свій зовнішній вигляд, верхня частина їх тіла нагадує голову коня. Хоча це риби, вони не мають лусок, а лише тонку шкіру, натягнуту між рядом кістяних пластин, що розташовані у вигляді кілець уздовж тіла. Кожний вид має характерне для нього число цих пластин. Морські коники плавають у вертикальному положенні, на відміну від горизонтального руху більшості риб. Також вони мають «корону» на голові, характерної форми для кожного виду. Вони плавають дуже повільно, переважно використовуючи спинний плавець, що швидко коливається, та нагрудні плавці, що використовуються ними для повороту. Саме через повільний рух у воді вони змушені ховатися в природних укриттях, обвиваючись навколо них за допомогою свого хвоста. Їх довгі хоботки використовуються для засмоктування їжі, а їх очі можуть рухатися незалежно на кожній стороні голови, подібно до очей хамелеона. Харчуються вони невеликими ракоподібними, дрібною рибою та планктоном.

## Залицяння та розмноження
Коли самець і самиця проявляють взаємний інтерес один до одного на початку шлюбного сезону, вони залицяються один до одного протягом кількох днів, попри перешкоди інших особин. Протягом цього часу вони часто змінюють колір, плавають поруч, тримаючись разом хвостами або тримаючись за одне стебло водоростей та коливають в унісон, здійснюючи так званий «передшлюбний» танець. Цей танець поступово переходить у «справжній шлюбний танець», що триває близько 8 годин, протягом яким самець прокачує воду через яєчну порожнину свого тіла, розширюючи та прочищаючи її, демонструючи самиці її привабливу порожнечу. Коли яйця в організмі самиці досягають зрілості, вона та її самець спаровуються, дрейфуючи разом за межі заростів, часто у спіральному русі. Протягом цього руху самиця вставляє свій яйцекладний орган в яєчну порожнину самця, відкладаючи свої яйця, які автоматично запліднюються самцем. Запліднені яйця залишаються в цій порожнині та вкриваються його тканинами. Згідно з недавніми дослідженнями, самець виділяє сперму в навколишню воду, а не безпосередньо в яєчну порожнину. В більшості випадків вагітність триває від двох до трьох тижнів.
Коли самиця відкладає від кількох десятків до кількох тисяч яєць в порожнину самця, її тіло звужується, а тіло самця роздувається. Після цього обидва морських коника повертаються до заростів, а самиця залишає самця. Вважається, що відносно довга і складна поведінка залицяння призначена синхронізувати обох партнерів, таким чином, що самець готовий прийняти яйця, коли самиця готова їх відкласти. Організм самця не постачає поживних речовин до яєць, хоча постачає кисень та гарантує контрольовані умови «висиджування», такі як солоність середовища. Мальки вилуплюються в порожнині самця та народжуються живими. Протягом вагітності самця, його партнерка щоденно відвідує його, надаючи «ранкові привітання». Самиця плаває поруч із самцем протягом 6 хвилин, її поведінка нагадує передшлюбний танець. Обидва партнери змінюють колір, обвиваються хвостами разом або навколо стебел водоростей. Після цього самиця залишає самця до наступного ранку.
Самець народжує від 5 до 2 тис. мальків за раз, залежно від виду. Під час народження самець здійснює м'язові скорочення, виштовхуючи мальків зі своєї порожнини. Зазвичай народження відбувається вночі, а вже вранці, коли повертається самиця, самець готовий отримати нову порцію яєць. Подібно до більшості риб, морські коники не доглядають за своїм потомством після народження. Мальки часто стають жертвами хижаків або можуть загинути в морських течіях, які відносять їх далеко від рідних заростів або у райони з несприятливими температурами. Зазвичай не більш як 5 мальків з тисячі досягають статевої зрілості, що пояснює велике число яєць. Виживання мальків, проте, відносно високе в порівнянні з більшістю видів риб, через захист ікри під час виношування її самцем, подібно до інших видів яйцеживородних риб, що пояснює цінність цього процесу.

## Види

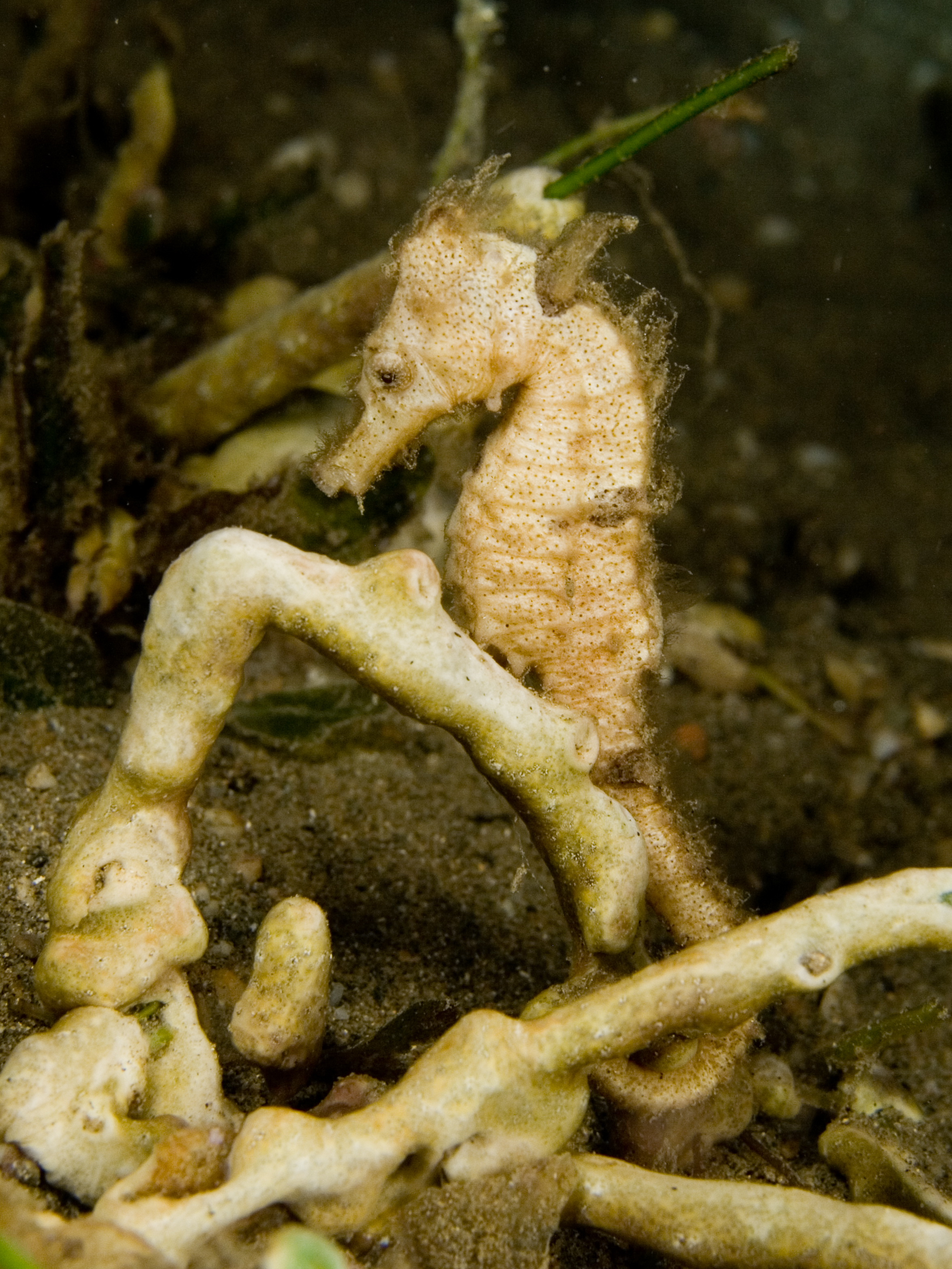
Hippocampus kuda

- Hippocampus abdominalis Lesson, 1827
- Hippocampus algiricus Kaup, 1856
- Hippocampus angustus Günther, 1870
- Hippocampus barbouri Jordan & Richardson, 1908
- Hippocampus bargibanti Whitley, 1970
- Hippocampus breviceps Peters, 1869
- Hippocampus camelopardalis Bianconi, 1854
- Hippocampus capensis Boulenger, 1900
- Hippocampus casscsio Zhang, Qin, Wang & Lin, 2016
- Hippocampus colemani Kuiter, 2003
- Hippocampus comes Cantor, 1850
- Hippocampus coronatus Temminck & Schlegel, 1850
- Hippocampus dahli Ogilby, 1908
- Hippocampus debelius Gomon & Kuiter, 2009
- Hippocampus denise Lourie & Randall, 2003
- Hippocampus erectus Perry, 1810
- Hippocampus fisheri Jordan & Evermann, 1903
- Hippocampus guttulatus Cuvier, 1829
- Hippocampus haema Han, Kim, Kai & Senou, 2017
- Hippocampus hippocampus (Linnaeus, 1758)
- Hippocampus histrix Kaup, 1856
- Hippocampus ingens Girard, 1858
- Hippocampus japapigu Short, Smith, Motomura, Harasti & Hamilton, 2018
- Hippocampus jayakari Boulenger, 1900
- Hippocampus jugumus Kuiter, 2001
- Hippocampus kelloggi Jordan & Snyder, 1901
- Hippocampus kuda Bleeker, 1852
- Hippocampus minotaur Gomon, 1997
- Hippocampus mohnikei Bleeker, 1854
- Hippocampus nalu Short, Claassens, Smith, Brauwer, Hamilton, Stat & Harasti, 2020
- Hippocampus paradoxus Foster & Gomon, 2010
- Hippocampus patagonicus Piacentino & Luzzatto, 2004
- Hippocampus planifrons Peters, 1877
- Hippocampus pontohi Lourie & Kuiter, 2008
- Hippocampus pusillus Fricke, 2004
- Hippocampus reidi Ginsburg, 1933
- Hippocampus satomiae Lourie & Kuiter, 2008
- Hippocampus sindonis Jordan & Snyder, 1901
- Hippocampus spinosissimus Weber, 1913
- Hippocampus subelongatus Castelnau, 1873
- Hippocampus trimaculatus Leach, 1814
- Hippocampus tyro Randall & Lourie, 2009
- Hippocampus waleananus Gomon & Kuiter, 2009
- Hippocampus whitei Bleeker, 1855
- Hippocampus zebra Whitley, 1964
- Hippocampus zosterae Jordan & Gilbert, 1882

Викопні види
- †Hippocampus sarmaticus Žalohar, Hiti, Križnar, 2009
- †Hippocampus slovenicus Žalohar, Hiti, Križnar, 2009

## Цікаві факти
В Україні, після підриву Каховської ГЕС у Чорне море вперше за 20 років повернулися мармурові краби та морські коники. Науковці пов'язують повернення морських мешканців саме із підривом Каховської ГЕС, відсутністю активного судноплавства та туризму.